# 스타박'스 다방
"스타박'스 다방"은 2018년에 개봉한 대한민국의 영화이다.‘아버지는 개다’(10), ‘엄마는 창녀다’(11), ‘친애하는 지도자동지께’(14), ‘나는 쓰레기다’(15) 등의 영화를 만들어온 이상우 감독의 잔잔한 독립영화이다. 바리스타를 꿈꾸는 백성현이 속초에서 문을 연 커피가게에서 마주치는 사람들의 이야기를 담고 있다. 2016년 전주국제영화제에서 먼저 소개된 뒤, 2018년 개봉되었다. 백성현과 함께 이상아, 서신애, 이정구, 신원호 등이 출연한다.

## 줄거리
영화는 명문법대를 나와 사법시험을 준비 중인 성두(백성현)는 사시패스를 학수고대하는 엄마의 소망과는 달리 바리스타를 꿈꾼다. 어느 날 훌쩍 떠나 속초에서 ‘스타박스 다방’을 연 뒤 꿈에 그리던 바리스타가 된다. 그리고 그곳을 찾아오는 사람, 떠나가는 사람 속에서 인생의 참맛을 느낀다.

## 캐스팅
- 백성현 : 박성두 역
- 이상아 : 성주란 / 성두 이모 역
- 서신애 : 최연서 역
- 이정구 : 옥경찰 역
- 신원호 : 박차두 역
- 김경미 : 성두엄마 역
- 서호철 : 광수 / 연서 아빠 역
- 이철진 : 옥팔도 역
- 길덕호 : 박동팔 역
- 채동현 : 길덕호 역
- 장경업 : 방정식 역
- 윤호림 : 20대커플남자 역
- 박다래 : 20대커플여자 역
- 장기원 : 기원 역
- 김옥련 : 할머니 1 역
- 김옥출 : 할머니 2 역
- 채송화 : 동희 역
- 박정환 : 동네커피숍사장 역
- 최재성 : 시나리오작가생 역

## 영화 정보
- 2016년 제17회 전주국제영화제 코리아시네마스케이프 섹션에서 상영되었다.[2]
- 2017년 12월 28일 롯데시네마건대입구에서 이상우 감독, 배우 백성현, 이상아, 서신애, 이정구, 신원호가 참석한 가운데 언론시사회가 열렸다.[3]
- 2018년 1월 11일 개봉되었다. 개봉일날 28개 스크린에서 45회 상영되어 191명의 관객이 들었다. KOBIS 발권통계에 따르면 최종관객수는 2,772명이다.[4]

## 같이 보기
- 2018년 대한민국의 영화 목록